# ميخائيل كاثروود
ميخائيل كاثروود (بالإنجليزية: Michael Catherwood)‏ هو مقدم برامج إذاعية أمريكي، ولد في 15 مارس 1979 في سان مارينو في الولايات المتحدة.